# ادویه مفرده
ادویۀ مفرده اصطلاحی است در طب سنتی که در مقابل ادویۀ مرکبه قرار می‌گیرد. ادویۀ مفرده به داروهایی گفته می‌شود که که در آن ترکیب صناعی نباشد. ادویۀ مفرده علاوه بر اینکه خود دارو هستند، برای ساخت داروهای مرکب نیز به کار می‌روند.

## انواع ادویۀ مفرده
ادویۀ مفرده در سه دستۀ زیر قرار می‌گیرند:
- ادویۀ مفردۀ نباتی مانند میوه‌ها و تخم‌ها و گل‌ها و برگ‌ها و شاخه‌ها و ریشه‌ها و پوست‌ها و عصاره‌ها و شیره‌های نباتی و صمغ‌ها
- ادویۀ مفردۀ حیوانی مانند ذراریح و اعضای حیوانات و احشای آنها و زهره‌شان
- ادویۀ مفردۀ معدنی که خود دو زیر مجموعه دارد: یا حجری است، مانند گل ارمنی یا از چیزهایی است که از زمین جوشد، مانند قیر و نفت و امثال آن[۱]

## در کتاب‌ها
بیش از ۸۰ داروی مفرده با خاصیت درمانی در کتاب مخزن‌الادویه وجود دارد که می‌توان آن‌ها را به سه دستۀ کلی داروهای با منشأ گیاهی (۴۶ دارو: ۳۳ داروی موضعی، ۸ داروی خوراکی، و ۵ داروی با مصرف هم موضعی و هم خوراکی)، با منشأ حیوانی (۳۰ دارو: ۲۹ داروی موضعی و یک داروی خوراکی) و با منشأ معدنی (۵ داروی موضعی) طبقه‌بندی نمود.
المقالة فی الادویة المفردة و جوامع کتاب الادویة المفردة دو کتاب از جالینوس هستند که به حوزه ادویۀ مفرده می‌پردازند. در بخش ادویه‌شناسی کتاب قانون ابن سینا اسامی ادویۀ مفرده شرح داده شده است. علاوه بر این سلیمان ابن احمد کتاب الادویة المفردة فی کتاب القانون فی الطب را از روی کتاب قانون نوشته و منتشر کرده است.
کتابی پنج جلدی با نام ادویۀ مفرده از ابن سمجون موجود است. چهار جلد از این کتاب در مناطق مختلفی شناسایی و یافت شده بود اما اثری از جلد اول کتاب نبود تا اینکه به همت کتابخانه ملی این جلد از کتاب نیز پیدا شد.